# Caja de Pribnow
La Caja de Pribnow (también conocida como Caja de Pribnow-Schaller) es una zona rica en adeninas (A) y timinas (T) que presenta la secuencia de seis nucleótidos TATAAT, y es el componente esencial de los promotores de los genes en las bacterias. Es una secuencia consenso, esto es, exhibe la secuencia de bases del ADN más frecuente en los promotores bacterianos. También se conoce como "secuencia -10" debido a que se la halla comúnmente a 10 pares de bases río arriba del sitio de inicio de la transcripción.
La Caja de Pribnow tiene una función similar a la caja TATA que se halla en los promotores de los eucariotas y arqueas: es reconocida y se une a una subunidad de la enzima ARN polimerasa durante el inicio de la transcripción. Esta región del ADN es, asimismo, la primera zona en la cual las dos hebras se separan para permitir el acceso a la ARN polimerasa y sirva como molde para la transcripción. La riqueza de AT es importante para permitir esta separación, ya que la adenina y la timina se enlazan entre sí con solo dos puentes de hidrógeno, mientras que la guanina y la citosina lo hacen con tres, por lo que es más fácil de separar ambas hebras en las zonas con mayor contenido AT.
Se ha establecido la probabilidad de aparición de cada uno de los nucleótidos en cada una de las posiciones de la caja de Pribnow, tal y como se detalla en la tabla siguiente:
| T   | A   | T   | A   | A   | T   |
| 82% | 89% | 52% | 59% | 49% | 89% |

El nombre de esta secuencia fue asignado en reconocimiento a sus descubridores, David Pribnow y Heinz Schaller.